# Ağbulaq (ort i Azerbajdzjan, Tovuz)
Ağbulaq är en ort i Azerbajdzjan.   Den ligger i distriktet Tovuz Rayonu, i den västra delen av landet, 400 kilometer väster om huvudstaden Baku. Ağbulaq ligger 898 meter över havet och antalet invånare är 266.
Terrängen runt Ağbulaq är lite bergig, och sluttar norrut. Närmaste större samhälle är Qovlar, 15,5 kilometer nordost om Ağbulaq.
Omgivningarna runt Ağbulaq är en mosaik av jordbruksmark och naturlig växtlighet. Runt Ağbulaq är det ganska tätbefolkat, med 78 invånare per kvadratkilometer.